# Palindrome
Palindrome ist ein US-amerikanischer Spielfilm aus dem Jahr 2004. Regie führte Todd Solondz, der auch das Drehbuch verfasste.

## Handlung
Die zwölfjährige Aviva, die im Film von sieben unterschiedlichen Darstellerinnen und einem Darsteller verkörpert wird, wünscht sich nichts sehnlicher, als möglichst bald ein Baby zu bekommen. Ihre eigene Mutter hält das für eine kindliche Fantasie und ist sehr erstaunt, als ihre Tochter eines Tages tatsächlich schwanger ist. In ihrem Entsetzen zwingt sie das Mädchen zur Abtreibung – doch auch der traumatische Eingriff ändert nichts an Avivas Wunsch, endlich Mutter zu werden.
Weil sie sich von ihren Eltern verraten fühlt und weiterhin von dem Wunsch getrieben ist, ein Baby zu bekommen, reißt Aviva von zu Hause aus. Ihre ganze Reise bleibt allerdings erfolg- und auch sinnlos, da sie infolge der Abtreibung unfruchtbar geworden ist, was die Eltern ihr verschwiegen haben.
Schließlich landet Aviva in einer christlich-fundamentalistischen Großfamilie. Deren Mittelpunkt ist die betont beseelte Mama Sunshine, die es sich zur Lebensaufgabe gemacht hat, ungewollten Kindern ein heimeliges Nest zu bieten. Aviva wird gut in die Familie integriert, doch auch das vermeintliche Paradies entpuppt sich am Ende als Sackgasse. Denn die Sunshines sind radikale Abtreibungsgegner, die sogar so weit gehen, dass sie einen Abtreibungsarzt erschießen lassen.
Am Ende verkündet eine noch immer kindliche Aviva, sie sei nun sicher, dass sie wieder schwanger sei.

## Die unterschiedlichen Darsteller der Aviva
- Emani Sledge (im Teil „Dawn“)
- Valerie Shusterov (im Teil „Judah“)
- Hannah Freiman (im Teil „Henry“)
- Rachel Corr (im Teil „Henrietta“)
- Will Denton (im Teil „Huckleberry“)
- Sharon Wilkins (im Teil „Mama Sunshine“)
- Shayna Levine (im Teil „Bob“)
- Jennifer Jason Leigh (im Teil „Mark“)

## Rezeption
In der New York Times hieß es, das eigentliche Problem an dem Film sei nicht, dass Solondz zu weit gehe, „sondern er scheint keine bestimmte Richtung im Sinn zu haben, kein künstlerisches Interesse jenseits der unbegrenzten Hässlichkeit der Menschheit.“
Im film-dienst war zu lesen, Palindrome sei „[…] mit seiner Manie, sämtlichen ideologischen Konventionen den Boden unter den Füßen wegzuziehen, ein eminent politischer Film“. Der Film „dürfte es mit seiner forcierten Negativität allerdings schwer haben, ein Publikum zu erreichen, das von dieser Cleverness zu profitieren wüsste.“

## Auszeichnungen
Todd Solondz’ Palindrome lief 2004 im Wettbewerb der Internationalen Filmfestspiele von Venedig. Mike S. Ryan war 2006 für den Independent Spirit Award nominiert.